# GBI Großhamburger Bestattungsinstitut

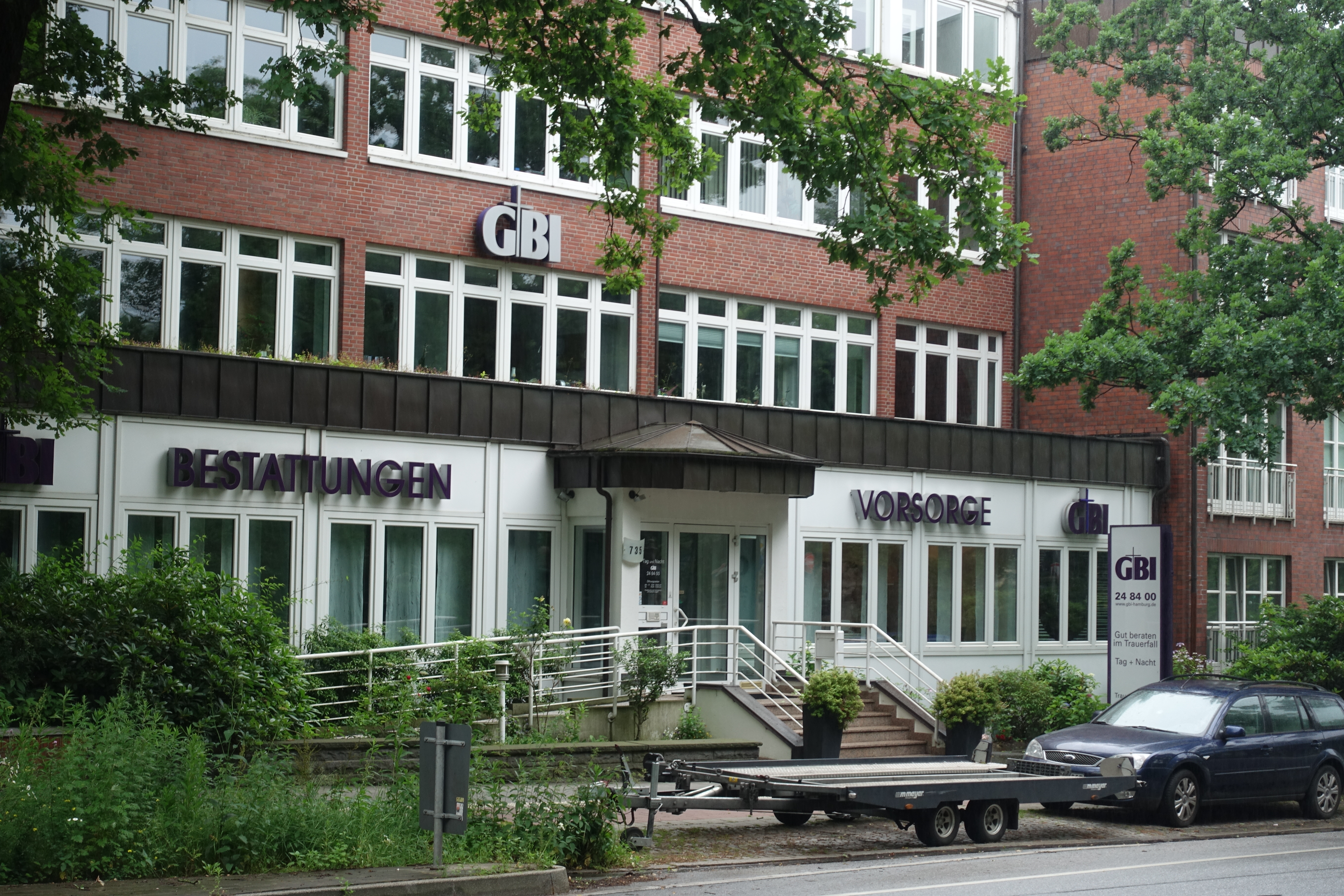
Verwaltungszentrale des GBI in Hamburg am Ohlsdorfer Friedhof

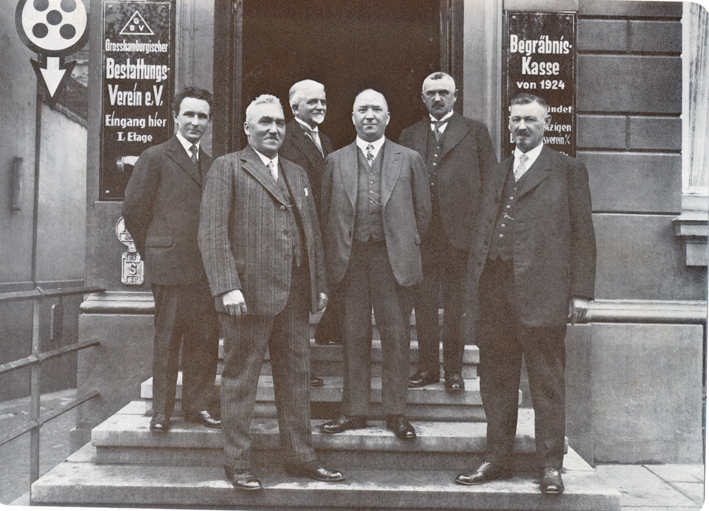
Gründer des GBI Großhamburger Bestattungsinstituts um 1925. Erster ganz links: Julius Müller (geb. 1887), Genossenschaftskaufmann, im PRO-Vorstand seit 1918 und später bis 1957 Geschäftsführer des GBI. Zweiter von rechts: Heinrich Lorenz, seit 1903 Geschäftsführer der GEG, Vorstand in der Volksfürsorge, 1919 Mitglied des Hamburger Senats.

Das GBI Großhamburger Bestattungsinstitut rV ist ein Bestattungsunternehmen aus Hamburg mit 15 Geschäftsstellen in der Metropolregion Hamburg und wird in der Rechtsform eines rechtsfähigen Vereins geführt. Es ist das größte Unternehmen seiner Art in Hamburg. Zu seinen Betätigungsfeldern gehören die Bestattung und die Bestattungsvorsorge. Zum Anlagevermögen des GBI gehört auch ein umfangreicher Grundstücks- und Immobilienbestand im Hamburger Norden, insbesondere um die Zentrale in Hamburg-Ohlsdorf herum gelegen, der aktuell durch die fairmietung-hamburg verwaltet wird.

## Geschichte
Schon vor dem Ersten Weltkrieg 1914 gab es Überlegungen, das Bestattungswesen auf genossenschaftlicher Basis zu organisieren. Hintergrund war, dass unter der Maske der Pietät ein heftiger, gewinnorientierter Konkurrenzkampf um Beerdigungen in Hamburg geführt wurde. Führende Genossenschaftler der Stadt wie Adolf von Elm und Helma Steinbach hatten dazu Gespräche geführt, aber aufgrund des Kriegs zurückgestellt.
Am 2. November 1920 – in den Krisenzeiten der Weimarer Republik – wurde schließlich vom Ortsverband Hamburg des Allgemeinen Deutschen Gewerkschaftsbunds, der Allgemeinen Ortskrankenkasse Hamburg und einem Konsumverein in Vertretung u. a. durch Max Mendel (die „PRO“ – Konsum-, Bau- und Sparverein „Produktion“) in Hamburg das GBI gegründet, ursprünglich Gemeinnütziger Bestattungsverein genannt. Sein Ziel war es, Mitgliedern und breiten Bevölkerungsschichten eine würdige und bezahlbare Bestattung zu ermöglichen. Dabei spielte die Feuerbestattung eine besondere Rolle: Sowohl die Arbeiterbewegung als auch die freigeistigen Vereinigungen unterstützten die preisgünstigere Einäscherung, die von den christlichen Kirchen damals noch weitgehend abgelehnt wurde.
Die spätere und jetzige Namensgebung Großhamburger Bestattungsinstitut sollte dagegen ausdrücken, dass viele Stadtteile, die damals nicht zu Hamburg gehörten (wie Harburg, Altona, Wandsbek usw.), auch in den Wirkungskreis eingeschlossen werden sollten. Der Name ist also nicht im Dritten Reich unter dem Eindruck des Groß-Hamburg-Gesetzes entstanden, auch wenn das Unternehmen in den 1930er-Jahren als Großhamburgische Bestattungsgesellschaft m. b. H. firmierte: Bereits Mitte der 1920er-Jahre war es unter dem Namen Großhamburgischer Bestattungs-Verein e. V. bekannt gewesen.
Zunächst konnten nur Gewerkschaftsmitglieder der 1924 eingerichteten Begräbnis-Kasse beitreten. Schon bald nach dem Zweiten Weltkrieg erkannte das GBI, dass der Ansatz, sozialadäquate Bestattungen möglich zu machen, auch für alle anderen Hamburger positiv zu werten ist, und öffnete damit seine Kundenkreise. Diese soziale Tradition hat das GBI auch in seiner Satzung verankert, denn in der Rechtsform als Verein muss es keine Renditen für Kapitalgeber erwirtschaften.
Jedes Jahr spendet das GBI für eine gemeinnützige Organisation in Hamburg. 2018 entschied sich das Bestattungsunternehmen für den Wünschewagen des ASB Landesverbands Hamburg und stellte diesem 4.000 Euro zur Verfügung.

## Geschäftstätigkeit
Das GBI Großhamburger Bestattungsinstitut verfügt über einen eigenen Trauerfeierraum, assoziierte Floristen für Blumenschmuck und assoziierte Steinmetze. Es fördert den Verein Quo Vadis Verein für Grabmal- und Trauerkultur e. V. Das GBI veranstaltet auch Friedhofsrundfahrten sowie eine jährliche Gedenkveranstaltung zum Volkstrauertag.
Zur Bestattungsvorsorge bietet das GBI Bestattungsvorsorge-Verträge an. Die ihr in diesem Zusammenhang anvertrauten Gelder investiert es in Grundstücke, Immobilien und in den Bau von Wohnungen, die es zu maßvollen Preisen weitervermietet.
Volker Wittenburg, der Geschäftsführer des GBI, ist Beisitzer der Bestatter-Innung-Hamburg. Er ist außerdem Geschäftsführer der GBI-eigenen Grundstücks- und Immobilienverwaltungsgesellschaft fairmietung-hamburg.

## Literatur

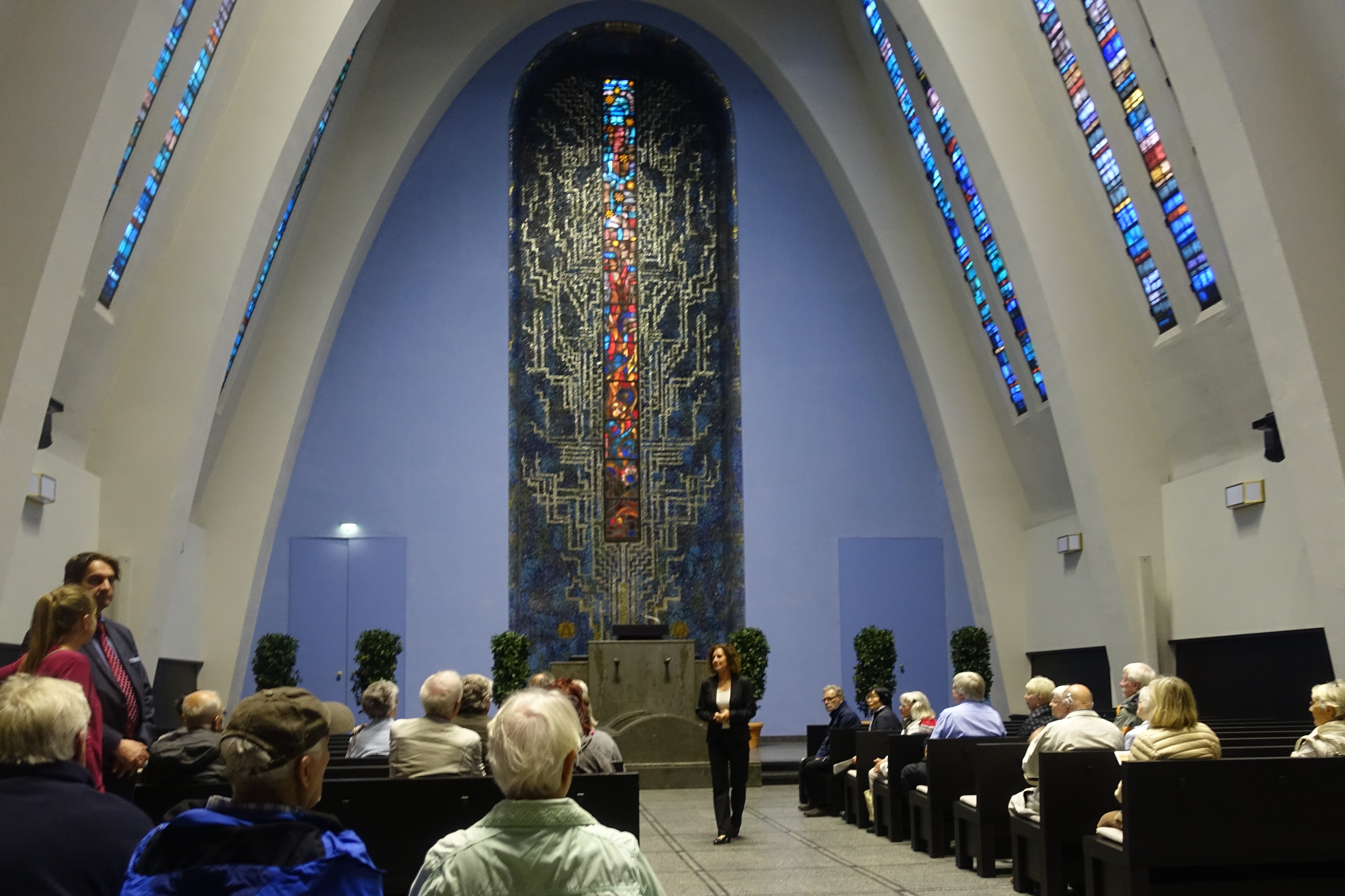
Besichtigung der Fritz-Schumacher-Halle (Feierhalle) während einer Friedhofsrundfahrt des GBI
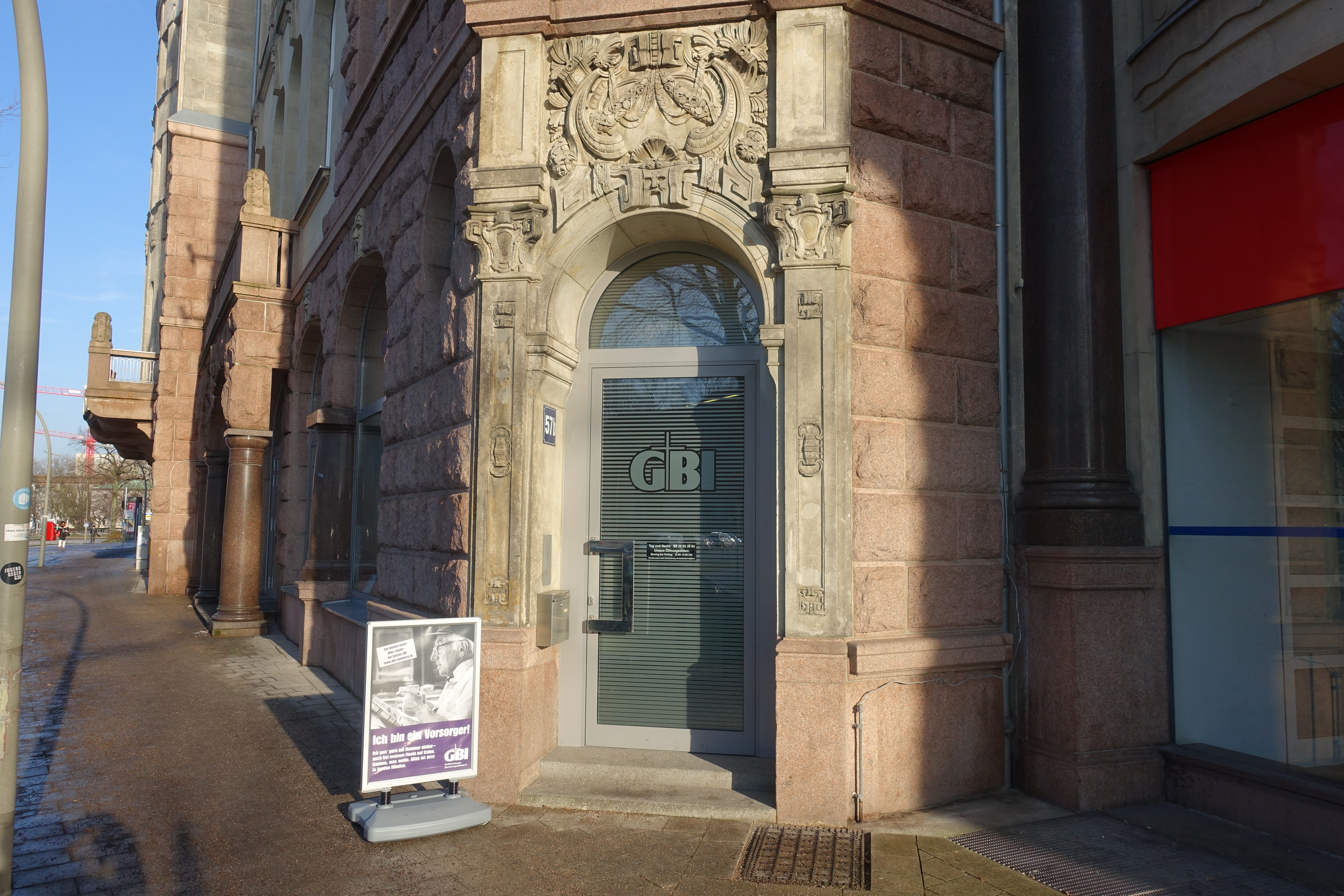
GBI-Geschäftsstelle in der Innenstadt von Hamburg am Besenbinderhof 57
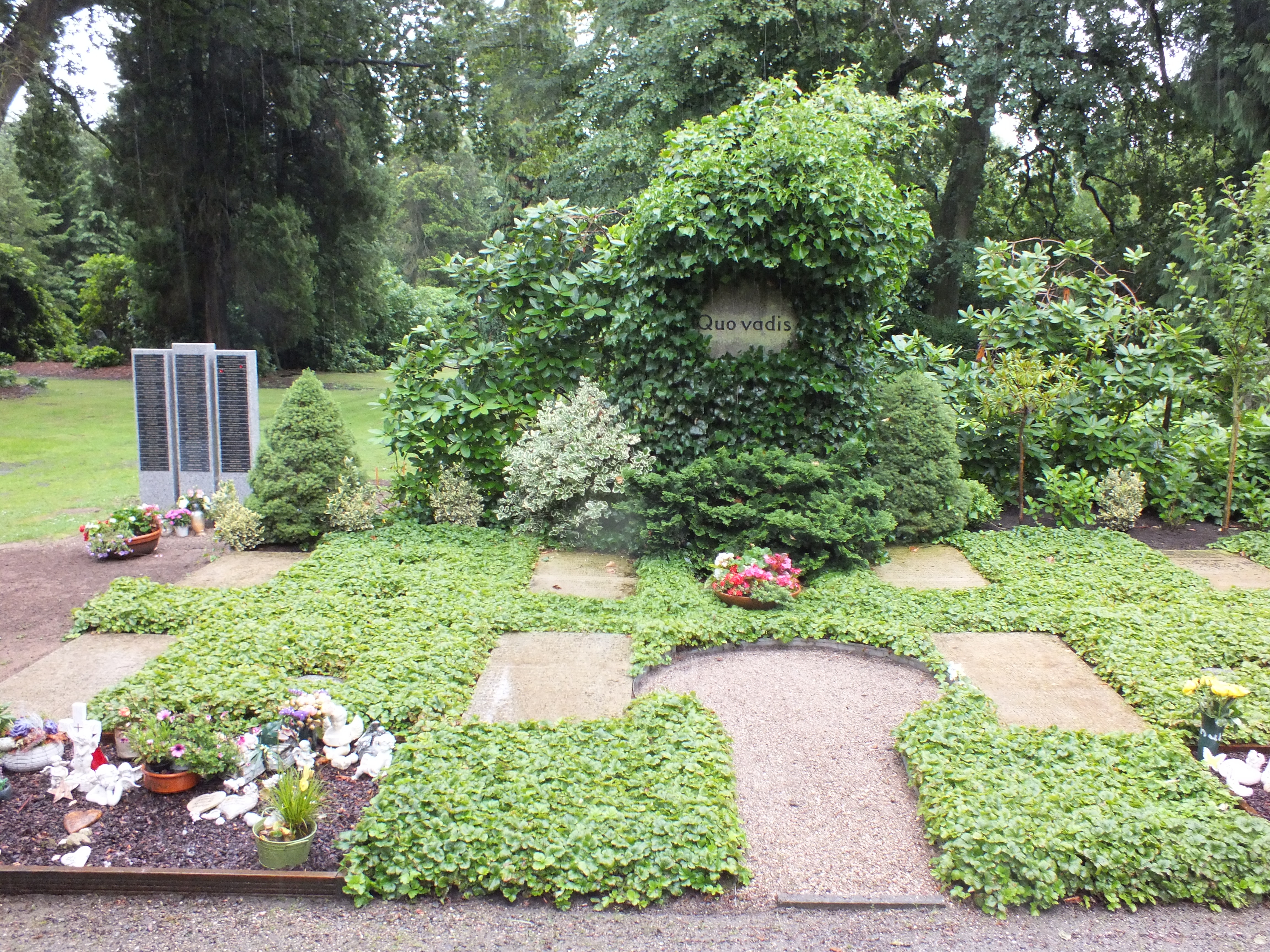
Quo Vadis – anonyme Grabstätte auf dem Ohlsdorfer Friedhof in Hamburg